# Lövbergstjärnen (Nås socken, Dalarna)
Lövbergstjärnen är en sjö i Vansbro kommun i Dalarna och ingår i Norrströms huvudavrinningsområde.